# Justin Bieber's Believe
Justin Bieber's Believe es un documental estadounidense de 2013. Dirigido por Jon Chu y distribuido por Open Road Films. Es una secuela de Never Say Never, acerca del cantante canadiense Justin Bieber. Fue lanzado a través de Open Road Films en Estados Unidos y Canadá el 25 de diciembre de 2013. La película recibió críticas negativas de los críticos y recaudó $6.2 millones en los Estados Unidos.

## Sinopsis
Es la secuela de Never Say Never, continúa centrándose en lugar de Bieber a la fama internacional como se embarca en su gira Believe Tour. En entrevistas con Bieber, la película revela esperado respuestas a preguntas sobre su pasión por la música, las relaciones, su mayoría de edad y su centro de atención así como imágenes de concierto nunca antes visto y detrás de las escenas accede. La película también incluye entrevistas con la madre de Justin Pattie Mallette, su mentor Usher Raymond IV, su mánager Scooter Braun, Ludacris, así como otros.

## Antecedentes
Hubo rumores de una secuela de Never Say Never comenzó a expandirse en los medios de comunicación alrededor de mayo de 2012, cuando Bieber insinuó una posible secuela. Fue oculto hasta enero de 2013 cuando el proyecto fue confirmado por Bieber cuando hizo un tuit sobre ello. Algunas escenas  del concierto fueron filmadas durante el Believe Tour el 26 y 27 de enero de 2013 en American Airlines Arena del Miami. Dos meses más tarde, en marzo de 2013, un presupuesto de $4 millones fue nombrado para la producción de la secuela. En 11 de octubre de 2013, se confirmó que Jon Chu sería el director de la película. Mientras tanto, Justin Bieber lanzó un teaser tráiler en su canal de YouTube kidrauhl para la secuela de Never Say Never con el lema "There's more to story" y el hashtag #BelieveMovie confirmando el título de la secuela como "Believe", que se publicará el día de Navidad en 3D. El tráiler oficial fue lanzado en Yahoo! Movies el 15 de noviembre de 2013. El día después de que el tráiler fue lanzado, director Jon Chu publicada una foto en su cuenta de Instagram, señalando en el título que Believe no sería lanzado en 3D como el tráiler del lanzamiento y rumores sugeridos anteriormente. La premier de la película fue en Los Ángeles, California el 18 de diciembre de 2013.

## Elenco

### Protagonistas
- Justin Bieber[13]

### Secundarios
- Scooter Braun[13]
- Ryan Good[13]
- Usher Raymond IV[13]
- Pattie Mallette[13]
- Jeremy Bieber[13]

### Apariciones especiales
- Mike Posner[13]
- will.i.am[13]
- Ellen DeGeneres[13]
- Ryan Seacrest[13]
- Jon M. Chu[13]
- Nicki Minaj[13]
- Big Sean[13]
- Zach Galifianakis[13]
- Ludacris[13]

## Recepción

### Críticas
La película fue recibida con varias críticas negativas de críticos. Un crítico calificó la película con un 39, indicando que "la mayoría de las críticas son desfavorables". Mark Hirsh de The Boston Globe declaró que la película "...hubo cantidad de daños por medio de distracción". David Edelstein de Vulture dijo, "Mi hija de 15 años es Belieber de todo corazón Justin es todo lo que parece: un ángel de alto (desciende a la etapa en alas gigante formadas de guitarras, baterías y otros instrumentos de su magia), pero también humilde, un chico que está en su habitación escribiendo canciones desde el corazón. La mayoría de esas canciones son acerca de cuánto él quiere ser tu novio. El trabajo es difícil, dado que hay un número limitado de palabras que rimen con 'girl.' Squirrel. Hurl. En un número, él dice sus fans que él tiene un cinturón de seguridad y levanta su camiseta para poner encendido, revelando su abdominales bien definidos. El estruendo sacudió la sala de cine. Más tarde en un vídeo se muestra un poco de una chica abriendo un regalo de Navidad que contiene entradas para un concierto de Bieber. Cuando ella se termina chillando y llorando entonces ella comienza a hablar en lenguas."
Todd Gilchrist de "The Wrap" ' dijo, "Ultimately, es difícil ver la película de cualquier tipo de perspectiva no fan y no lo veo como menos de hagiografía – un homenaje al éxito de Bieber y un retrato gratuito de cómo supuestamente se reparte con él." Matt Joseph de We Got This Covered llegó a la conclusión de que, "Even si se no quieres hacer todas las preguntas adecuadas o proporcionar las respuestas estás buscando, la película es una obra perfectamente inofensiva para las fangirls del mundo y entretienen a aquellos que saltaron completamente en el tren Belieber.
Stephanie Merry del The Washington Post escribió sobre película — "Se revela poco sobre el cantante", añadiendo "Se ofrece sin ideas y algunas anécdotas sobre el real Justin Bieber", dando a la película una calificación de una y media estrellas de cinco, "Aunque él es humano, después de todo. Si sólo el documental lo muestra".
Mikael Wood de  Los Angeles Times criticó la película — "El talento es quizás lo menos interesante de el" aunque declarando a favor de los aficionados que "Eso es como irremediablemente dedicado puede sacar algo de Believe pero merecen más."

### Box office
En los Estados Unidos, Justin Bieber's Believe recaudó $3.1 millones durante sus primeros tres días y fue proyectada para generar $4.5 millones en la venta de entradas en su debut de cinco días. Se trata de una  actuación en comparación con su película de 2011 que recaudó $12.4 millones en su primer día y $29.5 millones durante su primer fin de semana. En su tercer día (un viernes), Believe recaudó solo $790.000, apenas dos días después de su lanzamiento. The film made a domestic total of $6.2 million before closing on January 16.

## Medios
- Believe fue lanzado en Blu-ray y DVD el 8 de abril de 2014 y disponible por Netflix.
- DVD y Blu-ray: escenas eliminadas y extendidas.